# أشلي بيكر
أشلي بيكر (بالإنجليزية: Ashley Baker) (15 مارس 1990 في المملكة المتحدة - ) هي لاعبة كرة قدم بريطانية في مركز حراسة المرمى. لعبت مع سكاي بلو وأتلانتا سيلفرباكس.

## وصلات خارجية
- أشلي بيكر على موقع قاعدة بيانات كرة القدم.إي يو (الإنجليزية)
- أشلي بيكر على موقع Soccerway.com (الإنجليزية)
- أشلي بيكر على موقع عالم كرة القدم.نت (الإنجليزية)